# Inombordsmotor

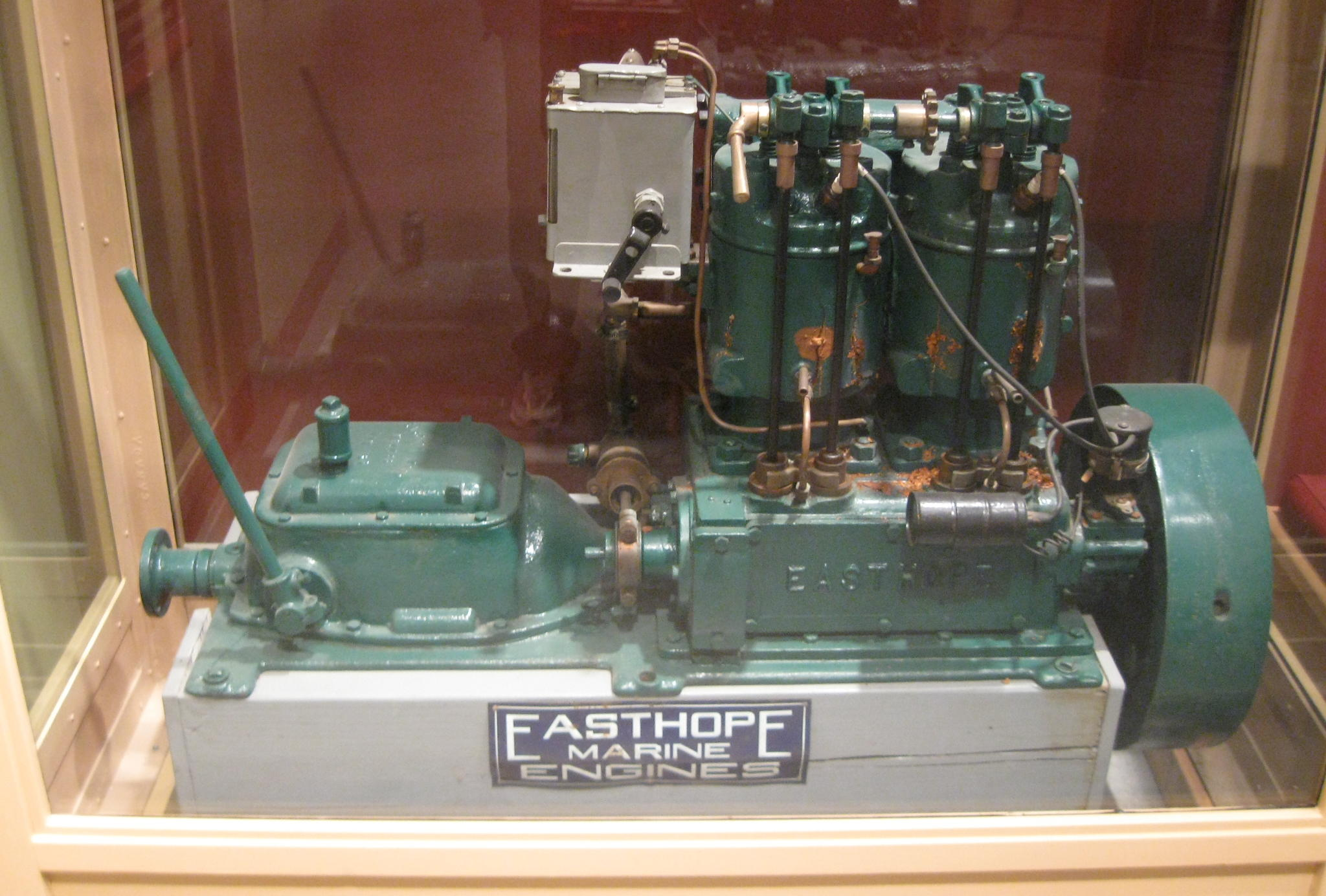
Äldre tvåcylindrig inombordsmotor med backslag

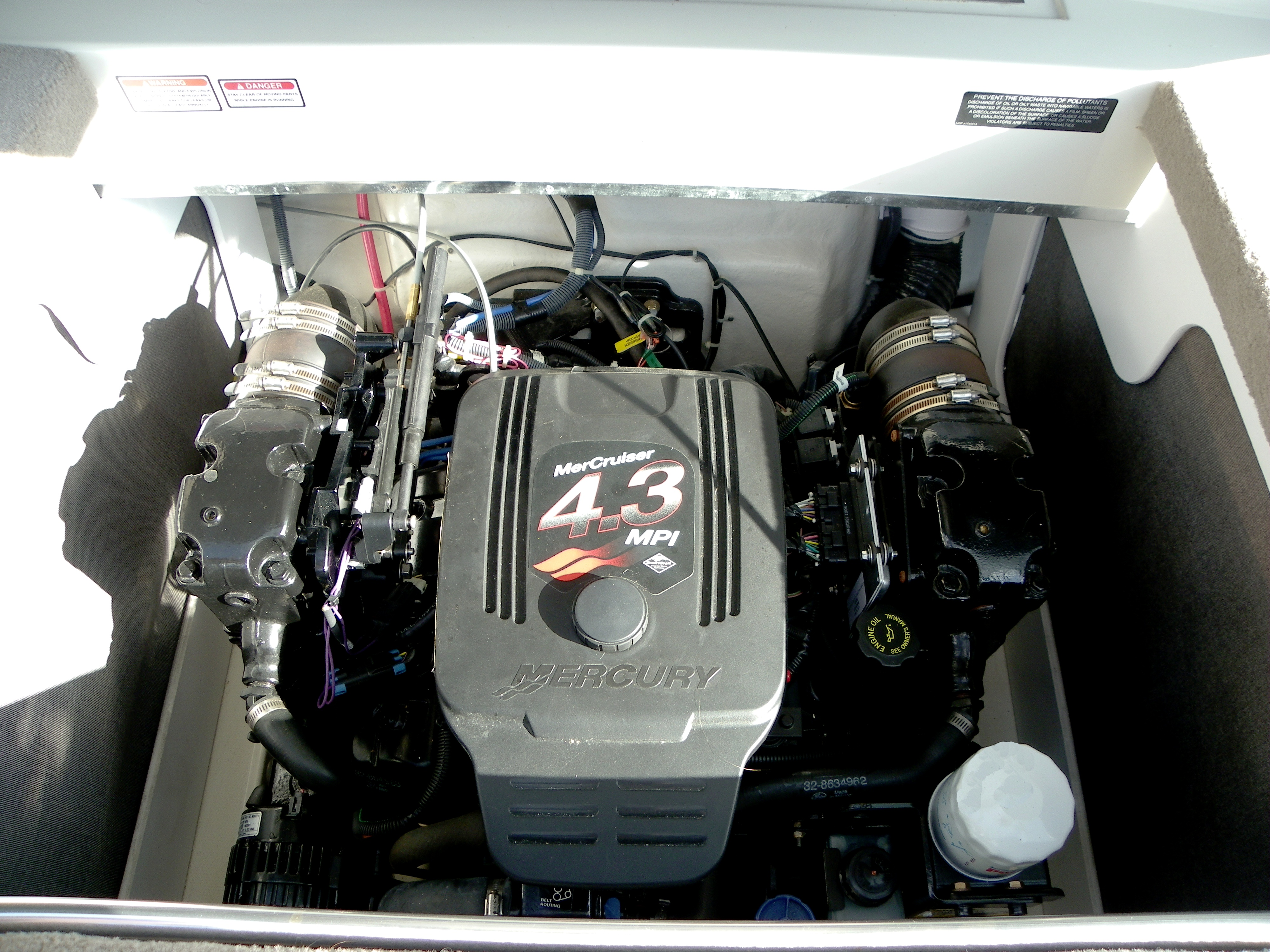
Inombordare monterad mot akterspegel tillsammans med ett drev.

Inombordsmotor, Inombordare, är en motor som är avsedd att monteras i en båt eller fartyg på en motorbädd. Motorn benämns även maskin i skepp. Motorn driver en propeller via ett backslag och axel, segelbåtsdrev eller Aquamatic-drev. En inombordare kan även driva ett vattenjetaggregat som driver båten eller fartyget i rörelse.